# Marceliano Santa María
Marceliano Santa María Sedano (Burgos, 18 de junio de 1866-Madrid, 12 de octubre de 1952) fue un pintor español, famoso especialmente por sus paisajes castellanos, sus cuadros de historia y sus retratos.

## Biografía

### Aprendizaje en España e Italia

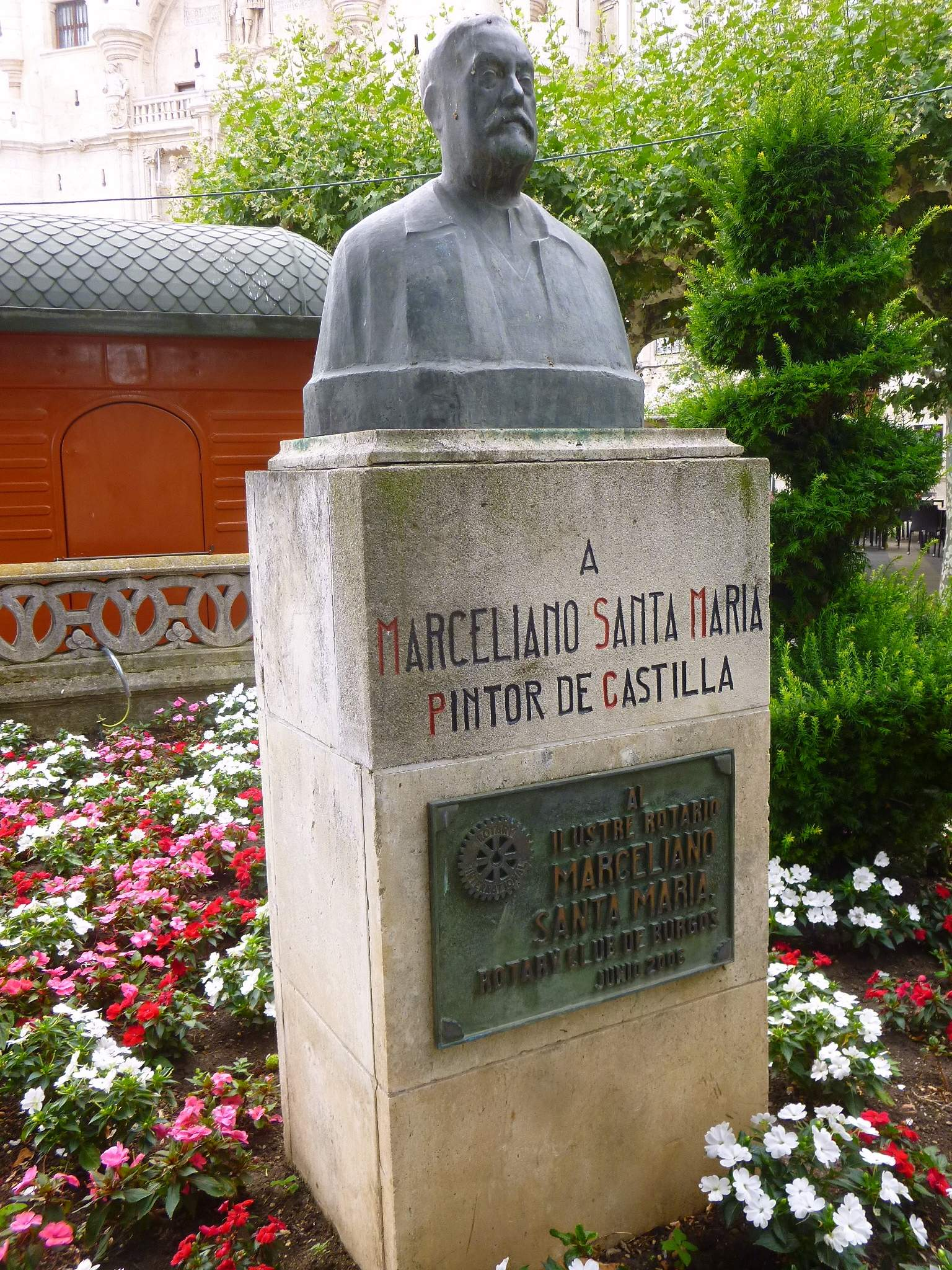
Monumento a Marceliano Santa María en el paseo del Espolón de Burgos. El busto fue realizado por Félix Alonso González.

Nació en el seno de una familia de fuertes convicciones religiosas. Su nombre y apellidos completos eran Marceliano Santamaría Sedano, pero firmaba su obra como Marceliano Santa María. Su tío Ángel Sedano, canónigo en la catedral de Burgos, fue el fundador del Círculo Católico de Obreros de Burgos, al que también pertenecía su padre, platero de profesión.  
Desde muy pequeño empezó a dar muestras de habilidad con la pintura; llamaba mucho la atención su rapidez a la hora de dibujar retratos. Santa María estudió el bachillerato en su ciudad natal (aunque lo finalizó en Palencia) y asistió a la Academia Provincial de Dibujo de Burgos ubicada en el paseo del Espolón, donde recibió las clases de Isidro Gil y Evaristo Barrio. 
Sus padres se oponían a su vocación artística, pero siempre contó con el apoyo de su tío, quien lo animó a pintar asuntos religiosos. Junto a su tío, se trasladó a Madrid, en 1885, con la intención de asistir a las clases del Círculo de Bellas Artes, Escuela Superior de Bellas Artes de San Fernando. De igual manera, acudió al estudio del pintor Manuel Domínguez Sánchez, que compartió con otros jóvenes pintores como Fernando Álvarez de Sotomayor y Eduardo Chicharro Agüera. También en 1885, gracias a un estudio de paisaje, consiguió el Segundo Premio en la Exposición de Bellas Artes de Burgos.
Estudió en Roma entre 1891 y 1895, aunque regresaba con frecuencia a España. Estaba pensionado por la Diputación de Burgos y durante su estancia en Italia pintó una de sus obras más famosas: El Triunfo de la Santa Cruz, que se expuso en la Exposición Internacional de Madrid y la Exposición Universal de Chicago (1933), donde ganó una medalla única. Este lienzo representa la batalla de las Navas de Tolosa y actualmente se muestra en el Museo Marceliano Santa María de Burgos. Después de este éxito siguió exponiendo sus obras en las principales capitales españolas.

### Regreso a Burgos
En 1895 vuelve a España para afincarse en Burgos, donde el Ayuntamiento de Burgos le requiere para pintar cuadros, murales y techos. De esta época es su cuadro El Esquileo (conservado en el Salón de Estrados de la Diputación Provincial de Burgos). A partir de 1900 se dedica a la enseñanza en Burgos y crea una famosa escuela de pintores que siguieron con su estilo. De ellos, cabe reseñar al durante muchos años director del Museo Marceliano Santa María, Jesús del Olmo Fernández. Durante esta época, el pintor realizó numerosos retratos reales, retratos de aristócratas y burgueses locales. No obstante, el sobrenombre de "Pintor de Castilla" le viene por sus innumerables paisajes, de una sensibilidad cercana a la mostrada en literatura por la generación del 98, que consideraba Castilla y sus paisajes como médula de España. En este tiempo, su cuadro más famoso es Se va ensanchando Castilla, que representa al Cid desterrado y preside la escalera principal del Ayuntamiento de Burgos. Más adelante, en 1920 pinta el fresco La Ley triunfando sobre el mal o El vencimiento de los delitos y los vicios ante la aparición de la Justicia en el techo del Salón de Plenos del Tribunal Supremo. Esta pieza demuestra con una diosa, que sostiene dos caballos blancos, cómo la correcta ejecución de las leyes puede vencer el mal, que serían la violación, el homicidio, el robo, entre otros. Simboliza la esperanza y la prevalencia del bien sobre mal gracias a la futura aplicación de las leyes.

### Última etapa

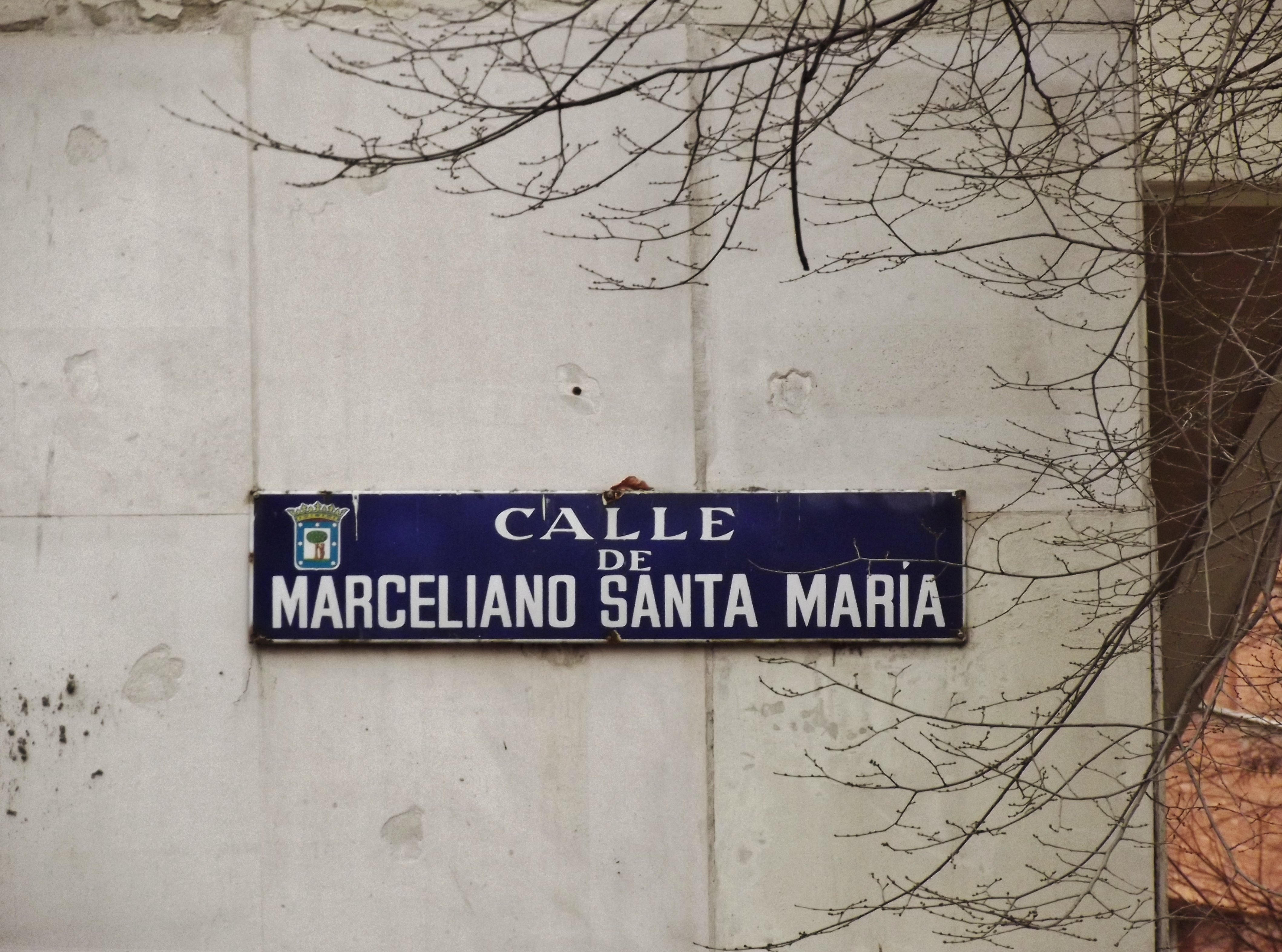
Calle de Marceliano Santa María en Madrid

En 1934, Marceliano Santa María es nombrado director de la Escuela de Artes y Oficios de Madrid. En este año, recibe la Medalla de Honor en la Nacional de Bellas Artes. Durante la Guerra Civil, su salud empeora y tiene que ingeniar soluciones para poder pintar, ya que le era imposible comprar los instrumentos necesarios. Tras la Guerra Civil continuó su actividad con mucha menos intensidad. En esta época recibió la Medalla de Oro Extraordinaria del Círculo de Bellas Artes en 1943.[cita requerida] También se convirtió, durante estos años, en mentor, protector y benefactor de jóvenes artistas como Luis Sáez Díez. En su honor se nombró el paseo Marceliano Santa María, junto al Espolón de Burgos, un colegio con su nombre también en Burgos, la calle Marceliano Santa María en Madrid (perpendicular al estadio Santiago Bernabéu) además de calles en otras localidades, como en Poza de la Sal.

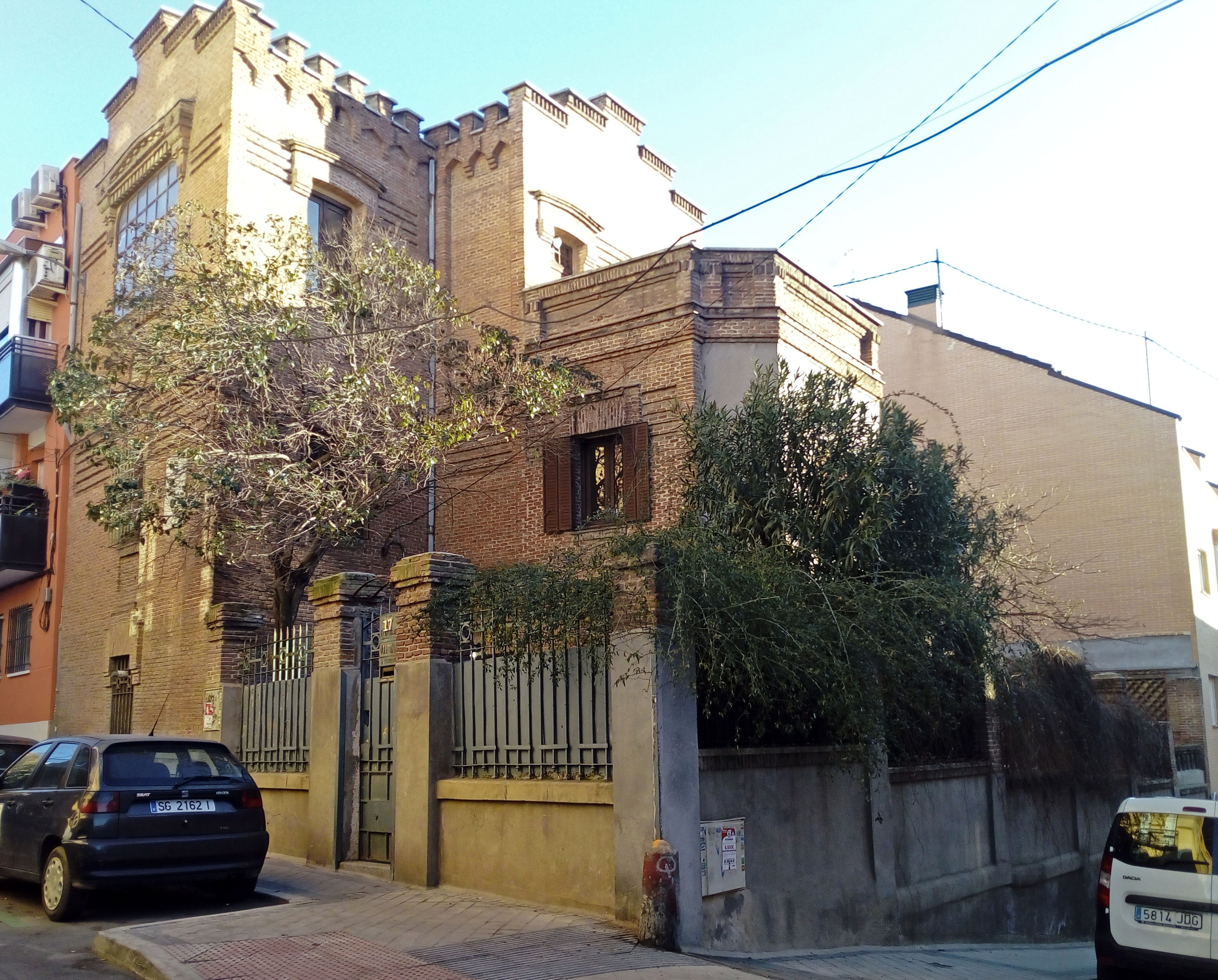
Casa de Marceliano Santa María en la calle Abel, 17, Madrid

Murió en Madrid el 12 de octubre de 1952. La casa-chalé de estilo neomudéjar en la que vivió y murió está en la calle Abel, número 17, en el distrito de Tetuán (Madrid) y actualmente sigue estando habitada.

## Premios
- 1893: Medalla en la Exposición Mundial Colombina de Chicago.
- 1901 y 1910: Primera Medalla de la Exposición Nacional de Madrid.[4]
- 1929: Medalla de Oro en la Exposición Iberoamericana de Sevilla.
- 1934: Medalla de Honor en la Exposición Nacional de Madrid.
- 1943: Medalla de Oro Extraordinaria del Círculo de Bellas Artes de Madrid.

## Museo Marceliano Santa María

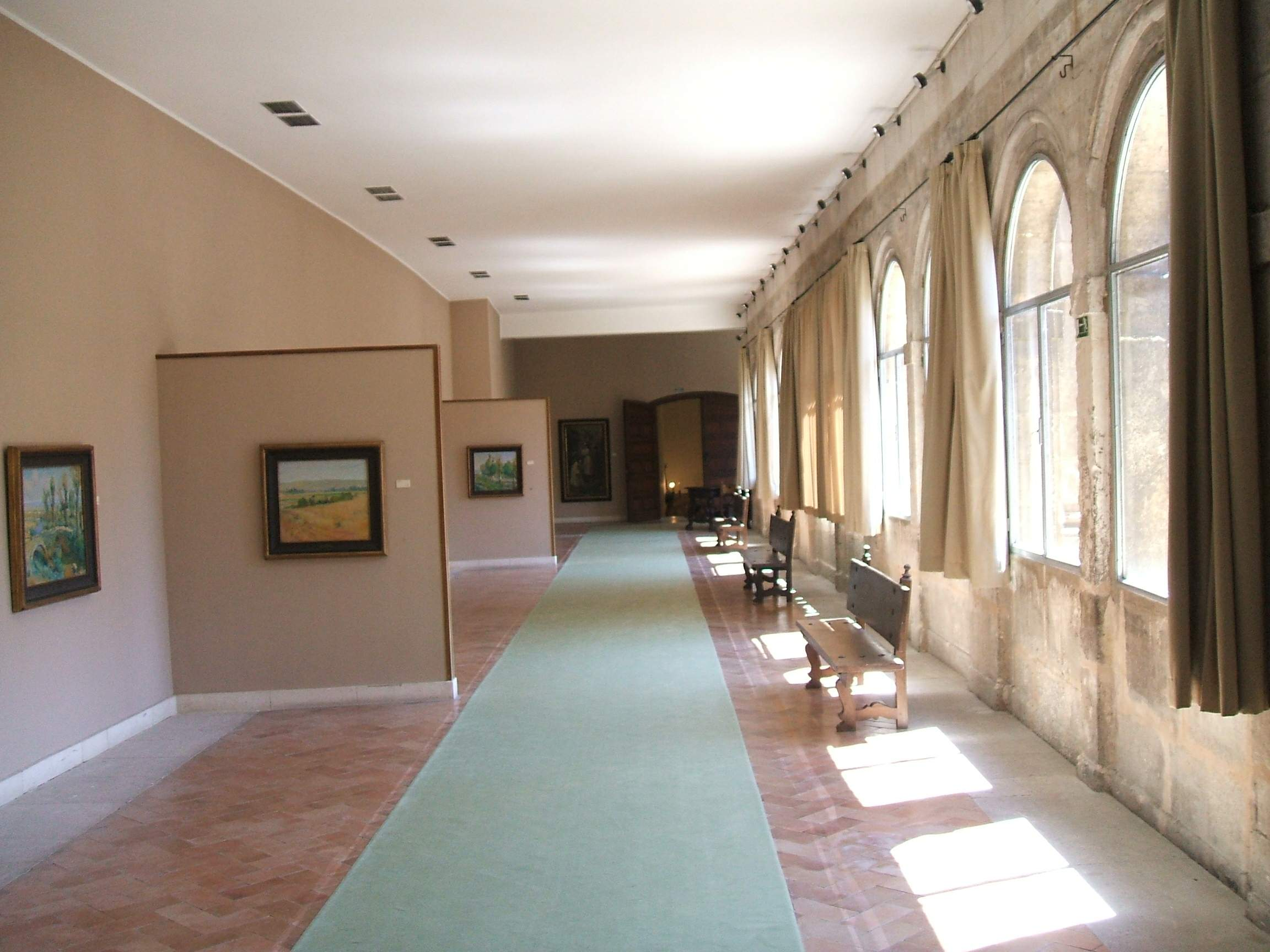
Interior del Museo Marceliano Santa María en el Monasterio de San Juan

En Burgos hay un museo monográfico con su nombre, dedicado exclusivamente a su obra. Se encuentra en el interior del monasterio de San Juan. Fue inaugurado el 29 de junio de 1966, con cuadros donados por la familia del pintor. Algunos de los cuadros expuestos en este museo se encuentran depositados por el Museo del Prado, como el cuadro "Paisajes de Castilla".

## Obra en otros museos
La obra de Marceliano Santa María se puede encontrar también en los Museos de Arte moderno de Madrid y Barcelona, Museos municipales de Madrid y Barcelona, Museo de la Real Academia de Bellas Artes de San Fernando de Madrid, Museo del Ejército en Toledo, Museo Fundación Camón Aznar de Zaragoza y otros museos de España, Europa y América y en numerosas colecciones particulares.

## Exposiciones

### Exposiciones individuales
Estas son algunas de sus exposiciones individuales más destacadas:
- 1923: Escuela Municipal del Teatro de Burgos.[6]
- 1930: Estudio particular del pintor en Madrid.
- 1935: Galerías Layetanas de Barcelona.
- 1940: Salón Cano de Madrid.
- 1940, 1942 y 1944: Galerías Pallarés de Barcelona.
- 1940, 1941, 1943, 1945, 1947, 1949 y 1951: Círculo de Bellas Artes de Madrid
- 1941: Salón Delclaux de Bilbao
- 1945: Asociación de Escritores y Artistas Españoles de Madrid
- 1948: Teatro Principal de Burgos
- 1950: Sala Aranaz Darras en San Sebastián
- 1951: Mesa de Burgos en Madrid

### Exposiciones colectivas
Marceliano Santa María participó en numerosas exposiciones colectiva, de las que cabe destacar las siguientes, por su importancia y el papel prominente que tuvo su obra en ellas:
- 1887-1952: Exposición Nacional de Bellas Artes en Madrid (participó en 24 ediciones)
- 1893: Exposición Mundial Colombina de Chicago
- 1894: Exposición Internacional de Bellas Artes de Barcelona
- 1898: Salón de París
- 1912: Exposición Internacional de Santiago de Chile
- 1919: Exposición Hispano-Francesa de Zaragoza
- 1929-1930: Exposición Iberoamericana de Sevilla
- 1930, 1934, 1935 y 1942: Exposición Bienal de Venecia
- 1936: Exposición Casa Whitcomb de Buenos Aires
- 1945, 1946 y 1948: Exposiciones de Artistas Laureados con Medalla De Oro y de Honor Organizada por el Círculo de Bellas Artes de Madrid
- 1947: Exposición de Arte Español Contemporáneo de Buenos Aires
- 1952: Primera Exposición Bienal Hispanoamericana de Arte

### Exposiciones retrospectivas
En 2022 la Fundación Caja de Burgos le dedicó una exposición retrospectiva titulada Marceliano Santa María, inéditos y curiosos. Estuvo comisariada por Javier del Campo y se exhibió en la sala de exposiciónes de la Casa del Cordón de Burgos. Estuvo centrada en bocetos, estudios y pinturas poco conocidas del autor.

## Honores

### Órdenes[1]
- Caballero Gran Cruz de la Orden Española y Americana de Isabel la Católica
- Caballero de la Legión de Honor

- Gran Cruz de Alfonso X el Sabio
- Gran Cruz de Leopoldo II de Bélgica
- Medalla de Oro de la ciudad de Burgos
- Medalla de oro de la Cruz Roja Española
- Caballero del Santísimo y Santiago de Burgos
- Medalla del Trabajo

### Cargos[1]
- Académico de número de la Real Academia de Bellas Artes de San Fernando de Madrid desde 1913,fue después Presidente de la Sección de Pintura , Presidente del Museo de la Academia y Presidente de las academias filiales de América.
- Miembro del Instituto de España.
- Miembro correspondiente de la Academia Nacional de Artes y Letras de La Habana.
- Miembro correspondiente del Instituto Arqueológico Iberoamericano de Atenas.
- Miembro de galería cultural da Academia brasileira de Bellas Artes.
- Académico correspondiente de la Real Academia de Bellas Artes de San Carlos de Valencia.
- Académico de honor de la Academia burgense Institución Fernán González de Burgos.
- Catedrático de la Escuela de Artes y Oficios Artísticos de Madrid y Director de dicho centro en 1934.
- Profesor del Instituto de San Isidro de Madrid.
- Presidente de la Asociación de Pintores y Escultores de Madrid.
- Presidente de honor del Círculo de Bellas Artes de Madrid.
- Varias veces jurado y presidente del jurado de las Exposiciones Nacionales e Internacionales de Madrid.
- Presidente del Segundo Congreso de Bellas Artes.
- Presidente de la X comisión de la Cruz Roja Española.
- Representante de la Real Academia de Bellas Artes de San Fernando en el centenario de Fortuny en la ciudad de Reus.
- Miembro de Tribunales de oposiciones para pensionados a Roma, cátedras de pintura y Dibujo.